# La Pimienta, Veracruz
La Pimienta är en ort i Mexiko.   Den ligger i kommunen Chicontepec och delstaten Veracruz, i den sydöstra delen av landet, 220 km nordost om huvudstaden Mexico City. La Pimienta ligger 187 meter över havet och antalet invånare är 120.
Terrängen runt La Pimienta är platt åt sydväst, men åt nordost är den kuperad. Runt La Pimienta är det ganska tätbefolkat, med 65 invånare per kvadratkilometer. Närmaste större samhälle är Tepetzintla, 12,3 km norr om La Pimienta. Trakten runt La Pimienta består till största delen av jordbruksmark.